# Souimanga de Humblot
Cinnyris humbloti
Espèce
Synonymes
- Nectarinia humbloti (Milne-Edwards & Oustalet, 1885)[1]

Statut de conservation UICN

 LC  : Préoccupation mineure
Le Souimanga de Humblot (Cinnyris humbloti) est une espèce de passereaux de la famille des Nectariniidae.

## Nomenclature
Son nom rend hommage au botaniste français Léon Humblot (1852-1914), résident des Comores.

## Répartition
Cet oiseau est endémique des Comores. Il se rencontre à la Grande Comore et à Mohéli.

## Habitat
Il habite les forêts humides tropicales et subtropicales.

## Liste des sous-espèces
Selon la classification de référence du Congrès ornithologique international (version 10.2, 2020) :
- sous-espèce Cinnyris humbloti humbloti Milne-Edwards & Oustalet, 1885 - Grande Comore
- sous-espèce Cinnyris humbloti mohelicus Stresemann & Grote, 1926 - Mohéli